# WCW World Heavyweight Championship
Le WCW World Heavyweight Championship est un titre de catch. Il est le titre mondial de la World Championship Wrestling (WCW) de 1991 jusqu'à la disparition de la fédération, en 2001. Il est repris le jour même de sa disparition par la World Wrestling Federation, qui rachète la WCW. Il a été défendu pendant près d'un an avant d'être unifié avec le WWF Championship, le titre mondial de la WWE, en décembre 2001.

## Histoire
En décembre 1988, Ted Turner rachetait la Jim Crockett Promotions, qu'il renommait sous le nom "NWA World Championship Wrestling". Alors que la fédération restait membre de la National Wrestling Alliance (NWA), l'utilisation du nom NWA était de plus en plus réduit sur les programmes télévisés, en faveur du nom "World Championship Wrestling", ou "WCW".
Le 11 janvier 1991, Ric Flair battait Sting pour remporter le NWA World Heavyweight Championship, et était reconnu comme le WCW World Heavyweight Champion. Le nouveau championnat n'était pas initialement représenté par sa propre ceinture, et la WCW continuait d'utiliser la ceinture NWA World Heavyweight Championship. À cause de ceci, la WCW affirmait régulièrement la lignée du NWA World Championship pour son propre championnat.
Le 1er juillet 1991, une dispute entre le Vice-Président Exécutif de la WCW Jim Herd et Flair ammenait ce dernier à quitter la WCW pour la World Wrestling Federation de Vince McMahon. Comme Herd réfusait de donner un dépôt de 25 000$, Flair conservait la "Big Gold Belt" qui représentait le NWA World Heavyweight Championship. La WCW était contrainte de créer sa propre ceinture (une ceinture appartenant à Dusty Rhodes de la maintenant défunte Championship Wrestling from Florida utilisée comme le NWA Florida Heavyweight Championship avec une plaque en or où était marqué les mots "WCW World Heavyweight Champion"), qui était remise à Lex Luger après sa victoire contre Barry Windham dans un match en cage pour le titre vacant lors du Great American Bash 1991. Peu de temps après le Bash, une version originale du WCW World Heavyweight Championship était créée.
Plus tard en 1991, la WCW poursuivait Flair pour l'usage de la Big Gold Belt sur les écrans de la WWF, mais se ravisait pour finalement payer les 38 000$ à Flair pour sa garantie plus les intérêts. Flair redonnait la Big Gold Belt à la WCW. La Big Gold Belt était utilisée pour le NWA World Heavyweight Championship, un titre partagé entre la WCW et la New Japan Pro Wrestling.
En septembre 1993, la WCW quittait la NWA au sujet d'une dispute sur le fait que les autres membres de la NWA demandaient que le champion soit disponible pour eux, et aussi sur le fait de l'usage en lui-même du NWA World Heavyweight Championship dont les résultats étaient connus largement en avance avec les enregistrements. Fin 1993, Rick Rude apparaissait aux enregistrements aux Studios Disney comme le NWA World Heavyweight Champion, bien que dans la storyline, Flair restât champion. Après avoir quitté la NWA, la WCW conservait la Big Gold Belt, qui était renommé le WCW International World Heavyweight Championship.
À Starrcade '93, Flair remportait le WCW World Heavyweight Championship, en battant Vader. La WCW décidait d'unifier le WCW World Heavyweight Championship (représenté par la nouvelle ceinture) et l'International Championship (représenté par la "Big Gold Belt (Grosse Ceinture en Or)"), en ayant Flair affronter Sting en juin 1994. Flair l'emportait et la ceinture du WCW International Heavyweight remplaçait le vieux WCW World Heavyweight Championship alors que l'International Heavyweight Championship lui-même était abandonné. Quand Hulk Hogan arrivait à la WCW et remportait le WCW World Heavyweight Championship (maintenant représenté par la "Big Gold Belt") de Flair, Hogan aidait la WCW à devenir la fédération numéro un aux États-Unis. Cependant en 2001, WCW souffrait d'une succession d'échecs et finissait par fermer ses portes.
Pendant le règne d'Hogan en 96/97, les initiales NWO étaient tagées sur la ceinture en référence à la New World Order, le titre devenant le "nWo" World Heavyweight Championship.

### The Invasion
En mars 2001, la World Wrestling Federation rachetait la World Championship Wrestling. À la suite de cela, Vince McMahon orchestrait l'Invasion", une storyline dans laquelle The Alliance finissait par être dissoute. Pendant cette "Invasion", seulement quatre titres de la WCW restaient actifs, notamment le titre WCW World Heavyweight, qui était appelé simplement WCW Championship.
Après la conclusion de l'"Invasion" aux Survivor Series 2001, le titre était renommé World Championship. Les "copropriétaires" de la fédération, Vince McMahon et Ric Flair, se sont ensuite mis d'accord pour que le titre soit unifié avec le WWF Championship à Vengeance 2001. Lors de cet évènement, Chris Jericho battait The Rock et Steve Austin pour remporter le World Championship et le WWF Championship. Résultat, Chris Jericho était le dernier WCW World Champion et devenait le premier WWF Undisputed Champion.

## Liste des champions
| #   | Catcheur            | Fois | Date              | Jours | Lieu                            | Notes | Réf    |
| --- | ------------------- | ---- | ----------------- | ----- | ------------------------------- | --- | ------ |
| 1.  | Ric Flair           | 1    | 11 janvier 1991   | 177   | East Rutherford, New Jersey     | Flair a remporté le titre dans un house show en battant le NWA World Heavyweight Champion Sting. | [ 1 ]  |
| #   | Vacant              | 1    | 7 juillet 1991    | 7     | -                               | Flair est renvoyé de la WCW. |        |
| 2.  | Lex Luger           | 1    | 14 juillet 1991   | 230   | Baltimore, Maryland             | Luger bat Barry Windham à The Great American Bash pour le titre vacant. | [ 2 ]  |
| 3.  | Sting               | 1    | 29 février 1992   | 134   | Milwaukee, Wisconsin            | Au cours de SuperBrawl II. | [ 3 ]  |
| 4.  | Big Van Vader       | 1    | 12 juillet 1992   | 21    | Albany, Géorgie                 | Au cours du Great American Bash. | [ 4 ]  |
| 5.  | Ron Simmons         | 1    | 2 août 1992       | 150   | Baltimore, Maryland             | Devient le premier afro-américain à être reconnu officiellement champion du monde de catch. Diffusé le 16 août | [ 5 ]  |
| 6.  | Big Van Vader       | 2    | 30 décembre 1992  | 71    | Baltimore, Maryland             | Au cours d'un spectacle non télévisé. | [ 6 ]  |
| 7.  | Sting               | 2    | 11 mars 1993      | 6     | Londres, Angleterre             | Au cours d'un spectacle non télévisé à la Wembley Arena | [ 7 ]  |
| 8.  | Big Van Vader       | 3    | 17 mars 1993      | 285   | Dublin, Irlande                 | | [ 8 ]  |
| 9.  | Ric Flair           | 2    | 27 décembre 1993  | 111   | Charlotte, Caroline du Nord     | Au cours de Starrcade. | [ 9 ]  |
| #   | Vacant              | 2    | 17 avril 1994     | 0     | Rosemont Illinois               | Titre vacant après le match entre Ric Flair et Ricky Steamboat qui se termine par un double tombé. | [ 10 ] |
| 9.  | Ric Flair           | 3    | 24 avril 1994     | 87    | Atlanta, Géorgie                | Bat Ricky Steamboat au cours de l'enregistrement du WCW Saturday Night du 14 mai. | [ 11 ] |
| 10. | Hulk Hogan          | 1    | 17 juillet 1994   | 469   | Orlando, Floride                | Au cours de Bash at the Beach | [ 12 ] |
| 11. | The Giant           | 1    | 29 octobre 1995   | 8     | Détroit, Michigan               | Au cours d'Halloween Havoc dans un match où le titre peut changer de mains par disqualification, The Giant bat Hogan par disqualification à la suite de l'intervention de Jimmy Hart.                                                      | [ 13 ] |
| #   | Vacant              | 3    | 6 novembre 1995   | 0     |                                 | S'est fait retirer le titre à la suite de la fin controversée du match du 29 octobre. | [ 14 ] |
| 12. | Randy Savage        | 1    | 26 novembre 1995  | 31    | Norfolk, Virginie               | A remporté le titre dans une bataille royale sur trois rings comprenant 60 participants à WCW World War 3. | [ 15 ] |
| 13. | Ric Flair           | 4    | 27 décembre 1995  | 26    | Nashville, Tennessee            | Au cours de Starrcade. | [ 16 ] |
| 14. | Randy Savage        | 2    | 22 janvier 1996   | 20    | Las Vegas, Nevada               | | [ 17 ] |
| 15. | Ric Flair           | 5    | 11 février 1996   | 71    | St. Petersburg, Floride         | Dans un match en cage au cours de SuperBrawl VI | [ 18 ] |
| 16. | The Giant           | 2    | 22 avril 1996     | 110   | Albany, Géorgie                 | Diffusé le 29 avril. | [ 19 ] |
| 17. | Hollywood Hogan     | 2    | 10 août 1996      | 359   | Sturgis, Dakota du Sud          | Au cours d'Hog Wild. | [ 20 ] |
| 18. | Lex Luger           | 2    | 4 août 1997       | 5     | Auburn Hills, Michigan          | | [ 21 ] |
| 19. | Hollywood Hogan     | 3    | 9 août 1997       | 141   | Sturgis, Dakota du Sud          | Au cours de Road Wild | [ 22 ] |
| 20. | Sting               | 3    | 28 décembre 1997  | 11    | Washington, DC                  | Au cours de Starrcade. | [ 23 ] |
| #   | Vacant              | 4    | 8 janvier 1998    | 0     |                                 | La victoire de Sting étant controversé (Bret Hart intervient en faveur de Sting et agit comme arbitre en fin de match) J.J. Dillon déclare le titre vacant.                                                                                | [ 24 ] |
| 21. | Sting               | 4    | 22 février 1998   | 56    | San Francisco, Californie       | Bat Hollywood Hogan au cours de SuperBrawl VIII. | [ 25 ] |
| 22. | Randy Savage        | 3    | 19 avril 1998     | 1     | Denver, Colorado                | Dans un match sans disqualification au cours de Spring Stampede. | [ 26 ] |
| 23. | Hollywood Hogan     | 4    | 20 avril 1998     | 77    | Colorado Springs, Colorado      | Dans un match sans disqualification à Monday Nitro | [ 27 ] |
| 24. | Goldberg            | 1    | 6 juillet 1998    | 174   | Atlanta, Géorgie                | Au cours de Monday Nitro. | [ 28 ] |
| 25. | Kevin Nash          | 1    | 27 décembre 1998  | 8     | Washington, DC                  | Dans un match sans disqualification au cours de Starrcade | [ 29 ] |
| 26. | Hollywood Hogan     | 5    | 4 janvier 1999    | 69    | Atlanta, Géorgie                | Nash se couche au sol après une pichenette Hogan. | [ 30 ] |
| 27. | Ric Flair           | 6    | 14 mars 1999      | 28    | Louisville, Kentucky            | A remporté un First Blood Steel Cage match à Uncensored. |        |
| 28. | Diamond Dallas Page | 1    | 11 avril 1999     | 15    | Tacoma, Washington              | A battu Flair, Sting, et Hollywood Hogan dans un four-way match à Spring Stampede. |        |
| 29. | Sting               | 5    | 26 avril 1999     | 0     | Fargo, Dakota du Nord           | A gagné à Monday Nitro. |        |
| 30. | Diamond Dallas Page | 2    | 26 avril 1999     | 13    | Fargo, Dakota du Nord           | A battu Sting, Kevin Nash, et Goldberg dans un No Disqualification Fatal Four-Way match à Monday Nitro. |        |
| 31. | Kevin Nash          | 2    | 9 mai 1999        | 63    | St. Louis, Missouri             | A gagné à Slamboree. |        |
| 32. | Randy Savage        | 4    | 11 juillet 1999   | 1     | Fort Lauderdale                 | Randy Savage et Sid Vicious ont battu Kevin Nash et Sting à Bash at the Beach dans un match par équipe où celui qui faisait le tombé était champion.                                                                                       |        |
| 33. | Hulk Hogan          | 6    | 12 juillet 1999   | 62    | Jacksonville (Floride)          | A gagné à Monday Nitro. |        |
| 34. | Sting               | 6    | 12 septembre 1999 | 43    | Winston-Salem, Caroline du Nord | A gagné à Fall Brawl. |        |
| #   | Vacant              | 5    | 25 octobre 1999   | 0     | Phoenix, Arizona                | Sting s'est fait retirer le titre après avoir attaqué l'arbitre de la WCW Charles Robinson à Halloween Havoc, après avoir perdu un match non-sanctionné contre Goldberg.                                                                   |        |
| 35. | Bret Hart           | 1    | 21 novembre 1999  | 29    | Toronto, Ontario                | A battu Chris Benoit dans la finale d'un tournoi à Mayhem. |        |
| #   | Vacant              | 6    | 20 décembre 1999  | 0     |                                 | Bret Hart laissait le titre vacant à la suite de la fin controversée de son match avec Bill Goldberg. |        |
| 36. | Bret Hart           | 2    | 20 décembre 1999  | 27    | Baltimore, Maryland             | A battu Goldberg dans un rematch à Monday Nitro. |        |
| #   | Vacant              | 7    | 16 janvier 2000   | 0     |                                 | Hart abandonnait le titre sur blessure. |        |
| 37. | Chris Benoit        | 1    | 16 janvier 2000   | 1     | Cincinnati (Ohio)               | A battu Sid Vicious à Souled Out. |        |
| #   | Vacant              | 8    | 17 janvier 2000   | 0     |                                 | Chris Benoit abandonnait le titre après son départ pour la WWF. |        |
| 38. | Sid Vicious         | 1    | 24 janvier 2000   | 1     | Los Angeles, Californie         | A battu Kevin Nash à Monday Nitro. |        |
| #   | Vacant              | 9    | 25 janvier 2000   | 0     |                                 | Retiré par le Commissionnaire Kevin Nash. |        |
| 39. | Kevin Nash          | 3    | 25 janvier 2000   | 0     |                                 | S'est remis lui-même le titre en tant que Commissionnaire à Thunder. Diffusé le 26 janvier. |        |
| 40. | Sid Vicious         | 2    | 25 janvier 2000   | 76    | Las Vegas, Nevada               | A battu Nash et Ron Harris dans un Handicap Caged Heat match. Diffusé le 26 janvier à Thunder. |        |
| #   | Vacant              | 10   | 10 avril 2000     | 0     |                                 | Tous les titres de la WCW étaient déclarés vacant par Vince Russo et Eric Bischoff pour faire repartir la fédération à zéro. |        |
| 41. | Jeff Jarrett        | 1    | 16 avril 2000     | 8     | Chicago, Illinois               | A battu Dallas Page à Spring Stampede. |        |
| 42. | Diamond Dallas Page | 3    | 24 avril 2000     | 1     | Rochester, New York             | A remporté un match en cage à Monday Nitro. |        |
| 43. | David Arquette      | 1    | 25 avril 2000     | 12    | Syracuse, New York              | Dans un match par équipe où la première personne à porter le tombé était déclaré champion, Arquette et Page battaient Jeff Jarrett et Eric Bischoff quand Arquette portait le compte de trois sur Bischoff. Diffusé le 26 avril à Thunder. |        |
| 44. | Jeff Jarrett        | 2    | 7 mai 2000        | 8     | Kansas City, Missouri           | A gagné à Slamboree dans un Triple Cage match qui incluait aussi Page. | .      |
| 45. | Ric Flair           | 7    | 15 mai 2000       | 7     | Biloxi, Mississippi             | A gagné à Monday Nitro. |        |
| #   | Vacant              | 11   | 22 mai 2000       | 0     |                                 | Retiré par Vince Russo. |        |
| 46. | Jeff Jarrett        | 3    | 22 mai 2000       | 1     | Grand Rapids, Michigan          | Titre remis par Vince Russo à Monday Nitro. |        |
| 47. | Kevin Nash          | 4    | 23 mai 2000       | 6     | Saginaw, Michigan               | A gagné à Thunder. |        |
| 48. | Ric Flair           | 8    | 29 mai 2000       | 0     |                                 | Titre remis par Kevin Nash à Monday Nitro. |        |
| 49. | Jeff Jarrett        | 4    | 29 mai 2000       | 41    | Salt Lake City, Utah            | A gagné à Monday Nitro. |        |
| 50. | Booker T            | 1    | 9 juillet 2000    | 50    | Daytona Beach, Floride          | |        |
| 51. | Kevin Nash          | 5    | 28 août 2000      | 20    | Las Cruces, Nouveau Mexique     | A remporté un Caged Heat à Fall Brawl. |        |
| 52. | Booker T            | 2    | 17 septembre 2000 | 8     | Buffalo, New York               | A remporté un Caged Heat match à Fall Brawl |        |
| 53. | Vince Russo         | 1    | 25 septembre 2000 | 7     | Uniondale, New York             | A remporté un steel cage match à Monday Nitro. |        |
| #   | Vacant              | 12   | 2 octobre 2000    | 0     |                                 | Vince Russo décidait que ce n'était pas un catcheur et qu'il ne voulait pas du titre. |        |
| 54. | Booker T            | 3    | 2 octobre 2000    | 55    | San Francisco, Californie       | A battu Jeff Jarrett dans un "San Francisco 49ers Match" à Monday Nitro. |        |
| 55. | Scott Steiner       | 1    | 26 novembre 2000  | 120   | Milwaukee, Wisconsin            | A gagné à Mayhem. |        |
| 56. | Booker T            | 4    | 26 mars 2001      | 120   | Panama City Beach, Floride      | A gagné à Monday Nitro. Dernier catcheur à avoir détenu le titre sous la bannière WCW. La WCW était rachetée par la World Wrestling Federation.                                                                                            |        |
| 57. | Kurt Angle          | 1    | 26 juillet 2001   | 6     | Pittsburgh, Pennsylvanie        | A gagné le 26 juillet à SmackDown! Devenait la première personne à remporter le WCW Championship à la World Wrestling Federation. |        |
| 58. | Booker T            | 5    | 30 juillet 2001   | 20    | Philadelphie, Pennsylvanie      | A gagné à RAW is WAR. |        |
| 59. | The Rock            | 1    | 19 août 2001      | 63    | San Jose, Californie            | A gagné à SummerSlam. |        |
| 60. | Chris Jericho       | 1    | 21 octobre 2001   | 15    | St. Louis, Missouri             | A gagné à No Mercy. |        |
| 61. | The Rock            | 2    | 5 novembre 2001   | 34    | Uniondale, New York             | A gagné à RAW is WAR. Renommé World Championship le 19 novembre. |        |
| 62. | Chris Jericho       | 2    | 9 décembre 2001   | 0     | San Diego, Californie           | A remporté le titre lors de l'édition 2001 de Vengeance. Le championnat était ensuite Unifié avec le WWF Championship. |        |

## Règnes combinés
| Rang | Champion            | Règnes | Jours combinés |
| ---- | ------------------- | ------ | -------------- |
| 1.   | Hollywood Hogan     | 6      | 1177           |
| 2.   | Ric Flair           | 8      | 507            |
| 3.   | Big Van Vader       | 3      | 377            |
| 4.   | Booker T            | 5      | 253            |
| 5.   | Sting               | 6      | 250            |
| 6.   | Lex Luger           | 1      | 235            |
| 7.   | Goldberg            | 1      | 174            |
| 8.   | Ron Simmons         | 1      | 150            |
| 9.   | Scott Steiner       | 1      | 120            |
| 10.  | The Giant           | 2      | 118            |
| 11.  | The Rock            | 2      | 97             |
| 11.  | Kevin Nash          | 5      | 97             |
| 13.  | Sid Vicious         | 2      | 77             |
| 14.  | Jeff Jarett         | 4      | 58             |
| 15.  | Bret Hart           | 2      | 56             |
| 16.  | Randy Savage        | 4      | 53             |
| 17.  | Diamond Dallas Page | 3      | 29             |
| 18.  | Chris Jericho       | 2      | 15             |
| 19.  | David Arquette      | 1      | 12             |
| 20.  | Vince Russo         | 1      | 7              |
| 21.  | Kurt Angle          | 1      | 6              |
| 22.  | Chris Benoit        | 1      | 1              |